# Ferenc Kása
Ferenc Kása (* 16. Januar 1935 in Csömör; †  6. April 2017) war ein ungarisch-deutscher Tiermediziner. Er war ein Pionier und Spezialist für Osteosynthese in der Tiermedizin. Darüber hinaus war er Titularprofessor für Veterinär-Traumatologie und Orthopädie an der Universität Budapest.

## Leben und Wirken
Von 1941 bis 1945 besuchte Kása die Volksschule in seinem Geburtsort Csömör (Ungarn). Es folgten der Abschluss am humanistischen Gymnasium und das tierärztliche Studium an der Universität Budapest ab 1954. Aus politischen Gründen (Ungarischer Volksaufstand) musste der Student 1956 sein Heimatland verlassen, siedelte nach Deutschland über und studierte an der Universität Heidelberg zuerst die deutsche Sprache. Sein tierärztliches Staatsexamen schloss er 1960 an der Tierärztlichen Hochschule Hannover ab, die Promotion zum Dr. med. vet. erfolgte 1961 an derselben Hochschule. 1964 übernahm er eine Tierarztpraxis in Lörrach, die er zusammen mit der Tierärztin Gerhilde Klumpp, die er 1966 heiratete, zu einer Tierklinik ausbaute.

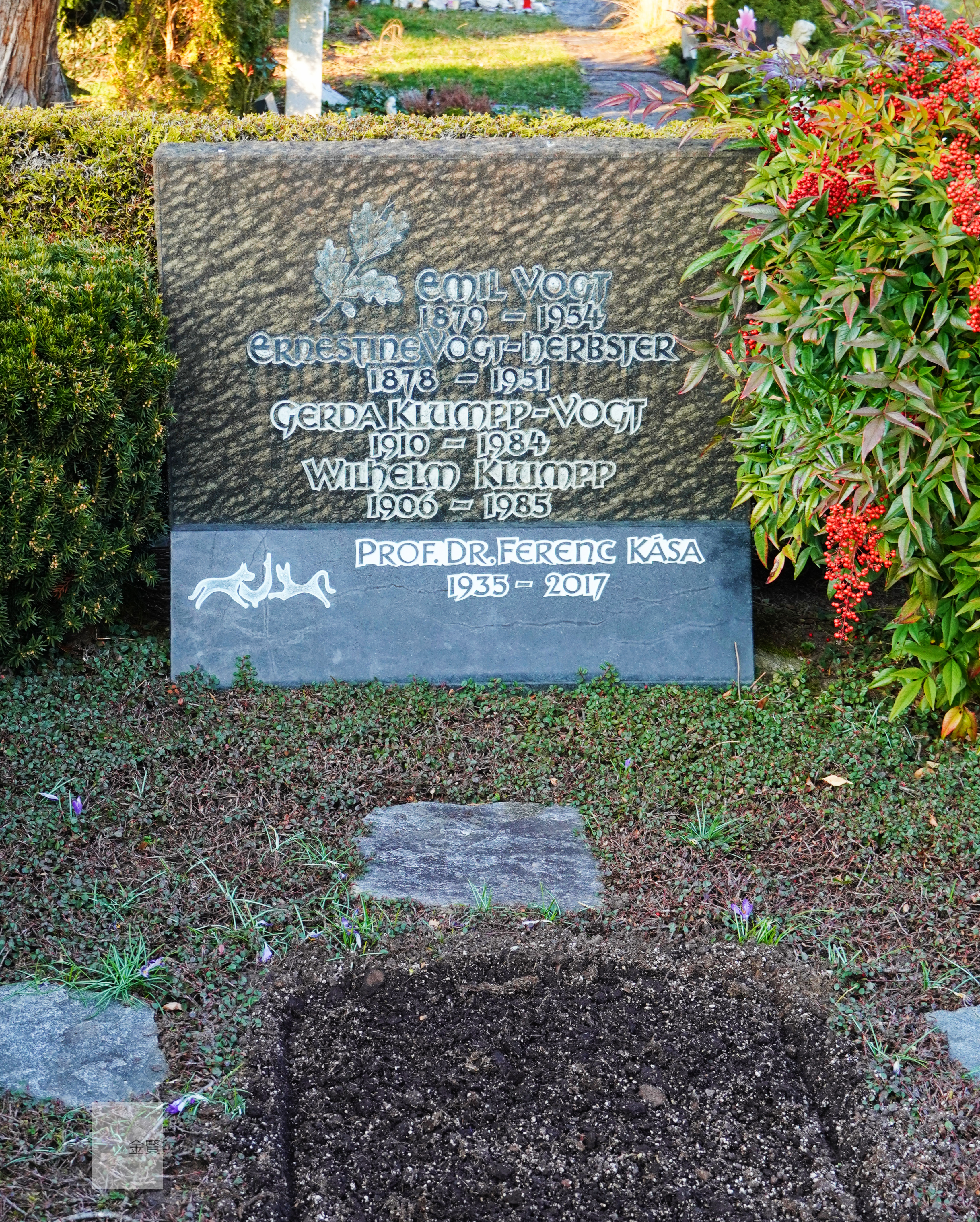
Grabstein Ferenc Kása auf dem Hauptfriedhof Lörrach

Gemeinsam setzten sich die Eheleute für die Knochenchirurgie in der Veterinärmedizin ein und gründeten zusammen mit Fachkollegen 1969 die Arbeitsgemeinschaft für Osteosynthese Fragen für Veterinäre (AO-Vet). Die Gemeinschaft verbesserte die Techniken zur Knochenbruchbehandlung bei Tieren und setzte sich für die Grundlagenforschung ein. Für dieses Engagement erhielt das Ehepaar die Richard-Völker-Medaille, die als die höchste Auszeichnung für Kleintierpraktiker im deutschsprachigen Raum gilt.
Die Lörracher Tierklinik Kasa wird in zweiter Generation von Sohn Andreas Kasa und dessen Frau geleitet.

## Mitgliedschaften
- Arbeitsgemeinschaft für Osteosynthesefragen (Gründungsmitglied AO-Vet)
- Arbeitsgemeinschaft für Osteosynthesefragen (Humanmedizin AO-hum)
- Collegium Chirurgicum Veterinarium (CCV)
- European Society of Veterinary Orthopaedics and Traumatology (ESVOT)
- Frankfurter Kreis
- Bundesverband praktizierender Tierärzte (BPT)